# Bettina Brokemper

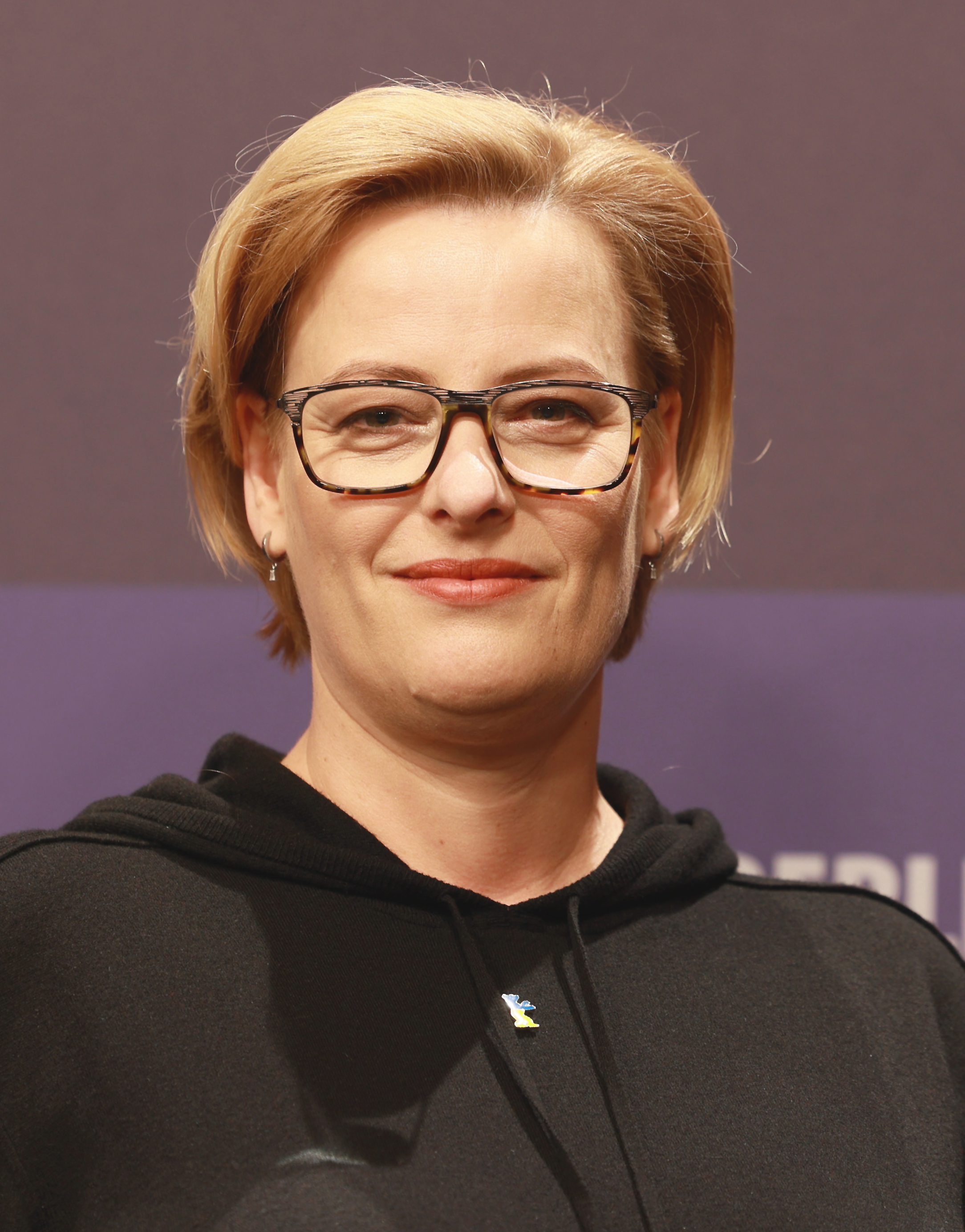
Bettina Brokemper (2023)

Bettina Brokemper (geboren in Köln) ist eine deutsche Filmproduzentin.

## Leben
Bettina Brokemper studierte von 1993 bis 1997 Produktion und Medienwirtschaft an der HFF München. Nach dieser Zeit war sie für zwei Jahre in Los Angeles im Rahmen eines Förderstipendiums (GWFF) tätig. Seit 2001 leitet sie das Kölner Büro der dänischen Filmfirma Zentropa. 2003 gründete sie die Produktionsgesellschaft Heimatfilm.
Zu ihren größten Erfolgen gehören Falscher Bekenner (Premiere in der Sektion „Un Certain Regard“, Festival de Cannes 2005), Bal – Honig (u. a. Goldener Bär 2010), Dreileben – Eine Minute Dunkel (u. a. Grimme-Preis 2012), Hannah Arendt (u. a. Deutscher Filmpreis in Silber 2013) und Wild (u. a. Deutscher Filmpreis in Bronze 2017). Nur ein Tag wurde mit dem Preis der deutschen Filmkritik als Bester Kinderfilm 2017 ausgezeichnet.
2020 wurde sie in die Wettbewerbsjury der 70. Internationalen Filmfestspiele Berlin berufen. Im November 2021 wurde Brokemper im Rahmen des 70. Internationalen Filmfestivals Mannheim-Heidelberg, zudem mit einer Hommage „als eine der prägnantesten Stimmen innerhalb der europäischen Filmbranche geehrt“.
Bettina Brokemper ist Mitglied der European Film Academy, bei der sie auch Vorstandsmitglied ist, und der Deutschen Filmakademie und wurde 2008 für herausragende europäische Koproduktionen mit dem „Prix Eurimages“ ausgezeichnet. 2014 erhielt sie die Auszeichnung des Kölner Kulturrats „Kulturmanagerin des Jahres 2013“. Zudem war sie von 2010 bis 2016 Verwaltungsratsmitglied des Rendez-vous franco-allemands du cinéma. Brokemper war außerdem Teilnehmerin des ACE Network und EAVE+ und ist Teil des EWA Mentoring Programs.
Die Fachzeitschrift The Hollywood Reporter nannte Brokemper 2023 eine der "40 Most Influential Women in International Film".

## Filmografie (Auswahl)
- 2002: Oysters van Nam Kee
- 2003: Falling Into Paradise
- 2003: Dogville
- 2004: Die syrische Braut (Ha-Kala Ha-Surit)
- 2004: 2nd and a
- 2005: Dear Wendy
- 2005: Manderlay
- 2005: Falscher Bekenner
- 2006: Sweet Mud – Im Himmel gefangen (Adama Meshuga’at)
- 2006: WWW – What A Wonderful World
- 2007: Insel der verlorenen Seelen (De fortabte sjæles ø)
- 2007: Gegenüber
- 2008: Lemon Tree
- 2008: Süt – Milch (Süt – Milk)
- 2008: Entführt – Ich hol dich da raus
- 2008: Der Brief für den König (De brief voor de Koning)
- 2009: Zwölf Winter
- 2009: Sturm (Storm)
- 2009: Antichrist
- 2010: Bal – Honig (Bal)
- 2010: Die Frau des Schläfers
- 2010: Unter dir die Stadt
- 2011: Dreileben – Eine Minute Dunkel
- 2011: Melancholia
- 2011: Death for Sale
- 2011: Das bessere Leben
- 2012: Drachenmädchen
- 2012: The most fun you can have dying
- 2012: Hannah Arendt
- 2013: Giraffada
- 2013: Sonnenwende
- 2013: Naked Opera
- 2013: Qissa
- 2013: Giraffada
- 2013: Nymphomaniac
- 2014: Shattering Shadows
- 2014: Die Lügen der Sieger
- 2014: Mein Herz tanzt (Dancing Arabs)
- 2015: Ephraim und das Lamm
- 2016: Wild
- 2017: Nur ein Tag
- 2017: Die Spur (Pokot)
- 2017: Jetzt. Nicht.
- 2017: Forget About Nick
- 2017: Unser Kind
- 2017: Aus nächster Distanz
- 2017: Grain
- 2018: The Happy Prince
- 2018: The House That Jack Built
- 2018: Wintermärchen
- 2021: Töchter
- 2022: Daughter of Rage (La hija de todas las rabias)
- 2022: Die Gewerkschafterin (La Syndicaliste)
- 2023: Ingeborg Bachmann – Reise in die Wüste
- 2023: Bis ans Ende der Nacht
- 2024: Des Teufels Bad